# Загниборода Уляна Тихонівна
Уляна Тихонівна Загниборода (?, тепер Вінницька область — ?) — українська радянська діячка, новатор сільськогосподарського виробництва, бригадир комплексної бригади колгоспу «Україна» Липовецького (Оратівського) району Вінницької області. Депутат Верховної Ради УРСР 6-го скликання.

## Біографія
Народилася в селянській родині.
З 1950-х років — бригадир комплексної бригади колгоспу «Україна» села Якимівки Липовецького (тепер — Оратівського) району Вінницької області.

## Нагороди
- ордени
- медалі